# Oued-el-Kebir
 (août 2015).
Si vous disposez d'ouvrages ou d'articles de référence ou si vous connaissez des sites web de qualité traitant du thème abordé ici, merci de compléter l'article en donnant les références utiles à sa vérifiabilité et en les liant à la section « Notes et références ».
Oued-El-Kebir (ou Oued El Kabir) est un grand fleuve qui coule dans l'est de l'Algérie, traversant, de sa source à son embouchure, les wilayas respectives de Mila (où il prend sa source), Sétif, Constantine et Jijel. 
De sa source à la station d'Oued-el-kabir on l'appelle Rummel. Après avoir cheminé dans la wilaya de Sétif le fleuve traverse la ville de Constantine creusant les gorges dites "du Rummel" ; ensuite il passe au nord de la ville de Mila ; c'est dans cette zone qu'a été construit le barrage de Beni Haroun (le plus grand barrage d'Algérie ).
Après avoir traversé les eaux du lac artificiel créé par le barrage, le fleuve passe dans la wilaya de Jijel et prend une autre appellation, Oued El Kabir, arrosant au passage la station éponyme ; il se déverse en mer Méditerranée au niveau de la commune de Sidi Abdelaziz.
L'oued el Kébir, s'appelait l'Ampsagas (ou Ampsaga) à l'époque romaine et formait la limite entre la Maurétanie et la Province d'Afrique,.